# Matei Ghica
Pour les articles homonymes, voir Ghica.
Matei Ghica ou Mathieu Ghyka, né en 1728 et mort en 1756, est un prince Phanariote qui, après avoir été au service du gouvernement ottoman, est devenu Hospodar de Valachie de 1752 à 1753 puis de Moldavie de 1753 à 1756. La monarchie était élective dans les principautés roumaines de Moldavie et de Valachie, comme en Pologne voisine. Le souverain (voïvode, hospodar ou domnitor selon les époques et les sources) était élu par (et souvent parmi) les boyards, puis agréé par les Ottomans : pour être nommé, régner et se maintenir, il s'appuyait sur les partis de boyards et fréquemment sur les puissances voisines, habsbourgeoise, russe et surtout turque, car jusqu'en 1859 les deux principautés étaient vassales et tributaires de la « Sublime Porte ».

## Origine
Matei (II) Ghica est le fils cadet du prince Grigore II Ghica et de son épouse grecque de Constantinople, Zoé Manos.

## Règnes
Matei Ghica commence par exercer la fonction de Drogman de la « Sublime Porte » de 1751 à 1752 avant d'être désigné Hospodar de Valachie du 3 septembre 1752 au 3 juillet 1753. À cette date il est transféré en Moldavie ou il règne du 3 juillet 1753 au 19 février 1756.
Ces deux règnes sont marqués par des conflits avec les Boyards et par l'exploitation fiscale des populations roumaines. Il est prisonnier du système politico-financier désastreux de monarchie élective où, pour être élu et agréé, il fallait payer de plus en plus cher (sans même compter le tribut à verser aux Ottomans et la dîme versée par les églises et monastères moldaves et valaques aux monastères byzantins de l'Athos) de sorte que, comme ses prédécesseurs, il contribue au pillage des principautés roumaines et, pour rembourser ses dettes, il continue l’affermage des offices moldaves et valaques à des financiers grecs, arméniens, arvanites, romaniotes, sépharades ou levantins, ce qui crée de la xénophobie dans les masses paysannes.

## Union et postérité
Matei II Ghica épouse une fille de Grigore Basa Mihalopol, Smaranda, dont il a quatre enfants :
- Grigore
- Gheorghe
- Micolae
- Zoita, épouse du Vornic Vasile Costache.

## Sources
- Alexandru Dimitrie Xenopol Histoire des Roumains de la Dacie trajane : Depuis les origines jusqu'à l'union des principautés. E Leroux Paris (1896).
- Alexandre A.C. Sturdza L'Europe Orientale et le rôle historique des Maurocordato (1660-1830) Librairie Plon Paris (1913).
- Nicolas Iorga Histoire des Roumains et de la romanité orientale. (1920)
- (ro) Constantin C. Giurescu & Dinu C. Giurescu, Istoria Românilor Volume III (depuis 1606), Editura Ştiinţifică şi Enciclopedică, Bucureşti, 1977.
- Mihail Dimitri Sturdza, Dictionnaire historique et généalogique des grandes familles de Grèce, d'Albanie et de Constantinople, M.-D. Sturdza, Paris, chez l'auteur, 1983 (ASIN B0000EA1ET).
- Jean-Michel Cantacuzène, Mille ans dans les Balkans, Éditions Christian, Paris, 1992.  (ISBN 2-86496-054-0)
- Gilles Veinstein, Les Ottomans et la mort (1996)  (ISBN 9004105050).
- Joëlle Dalegre Grecs et Ottomans 1453-1923. De la chute de Constantinople à la fin de l’Empire Ottoman, L’Harmattan Paris (2002)   (ISBN 2747521621).
- Jean Nouzille La Moldavie, Histoire tragique d'une région européenne, Ed. Bieler (2004),  (ISBN 2-9520012-1-9).
- Traian Sandu, Histoire de la Roumanie, Perrin (2008).

## Note
1. ↑  Le candidat au trône devait ensuite "amortir ses investissements" par sa part sur les taxes et impôts, verser en outre le tribut aux Ottomans, payer ses mercenaires et s'enrichir néanmoins. Pour cela, un règne d'un semestre au moins était nécessaire, mais la "concurrence" était rude, certains princes ne parvenaient pas à se maintenir assez longtemps sur le trône, et devaient ré-essayer. Cela explique le "jeu des chaises musicales" sur les trônes, la brièveté de beaucoup de règnes, les règnes interrompus et repris, et parfois les règnes à plusieurs (co-princes). Quant au gouvernement, il était assuré par les ministres et par le Sfat domnesc (conseil des boyards).
Concernant le tribut aux Turcs, la vassalité des principautés roumaines envers l'Empire ottoman ne signifie pas, comme le montrent par erreur beaucoup de cartes historiques, qu'elles soient devenues des provinces turques et des pays musulmans. Seuls quelques petits territoires moldaves et valaques sont devenus ottomans : en 1422 la Dobrogée au sud des bouches du Danube, en 1484 la Bessarabie alors dénommée Boudjak, au nord des bouches du Danube (ce nom ne désignait alors que les rives du Danube et de la mer Noire), en 1538 les rayas de Brăila alors dénommée Ibrahil et de Tighina alors dénommée Bender, et en 1713 la raya de Hotin. Le reste des principautés de Valachie et Moldavie (y compris la Moldavie entre Dniestr et Prut qui sera appelée Bessarabie en 1812, lors de l'annexion russe) ont conservé leurs propres lois, leur religion orthodoxe, leurs boyards, princes, ministres, armées et autonomie politique (au point de se dresser plus d'une fois contre le Sultan ottoman). Les erreurs cartographiques et historiques sont dues à l'ignorance ou à des simplifications réductrices. Voir Gilles Veinstein et Mihnea Berindei : L'Empire ottoman et les pays roumains, EHESS, Paris, 1987.